# Сан Лацаро (Тренто)
Сан Лацаро је насеље у Италији у округу Тренто, региону Трентино-Јужни Тирол.
Према процени из 2011. у насељу је живело 237 становника. Насеље се налази на надморској висини од 233 м.